# Liste des médaillés et médaillées olympiques par équipes en judo
Voici la liste des médaillés et médaillées des épreuves par équipes de judo aux Jeux olympiques depuis leur introduction au programme en 2020.

## Compétition par équipes mixte
| Édition | Or | Argent | Bronze |
| --- | --- | --- | --- |
| Tiers inférieurs masculin et féminin (super-léger, mi-léger ou léger) Tiers médians masculin et féminin (léger, mi-moyen ou poids moyen) Tiers supérieurs masculin et féminin (poids moyen, mi-lourd ou poids lourd) | | | |
| Tokyo 2020 résultats détaillés | France Clarisse Agbegnenou Axel Clerget Romane Dicko Teddy Riner Sarah-Léonie Cysique Guillaume Chaine Margaux Pinot Amandine Buchard Alexandre Iddir Kilian Le Blouch Madeleine Malonga                                                                                        | Japon Chizuru Arai Shoichiro Mukai Akira Sone Aaron Wolf Tsukasa Yoshida Shohei Ōno Uta Abe Hifumi Abe Shori Hamada Hisayoshi Harasawa Takanori Nagase Miku Tashiro                                                            | Allemagne Giovanna Scoccimarro Dominic Ressel Anna-Maria Wagner Karl-Richard Frey Theresa Stoll Sebastian Seidl Johannes Frey Jasmin Grabowski Martyna Trajdos Eduard Trippel Igor Wandtke Katharina Menz |
| Tokyo 2020 résultats détaillés | France Clarisse Agbegnenou Axel Clerget Romane Dicko Teddy Riner Sarah-Léonie Cysique Guillaume Chaine Margaux Pinot Amandine Buchard Alexandre Iddir Kilian Le Blouch Madeleine Malonga                                                                                        | Japon Chizuru Arai Shoichiro Mukai Akira Sone Aaron Wolf Tsukasa Yoshida Shohei Ōno Uta Abe Hifumi Abe Shori Hamada Hisayoshi Harasawa Takanori Nagase Miku Tashiro                                                            | Israël Gili Sharir Sagi Muki Raz Hershko Peter Paltchik Timna Nelson-Levy Tohar Butbul Or Sasson Li Kochman Inbar Lanir Shira Rishony Baruch Shmailov                                                     |
| Paris 2024 résultats détaillés | France- Clarisse Agbegnenou - Sarah-Léonie Cysique - Romane Dicko - Joan-Benjamin Gaba - Maxime-Gaël Ngayap Hambou - Teddy Riner - Marie-Ève Gahié - Shirine Boukli - Amandine Buchard - Aurélien Diesse - Alpha Oumar Djalo - Walide Khyar - Madeleine Malonga - Luka Mkheidze | Japon- Uta Abe - Haruka Funakubo - Natsumi Tsunoda - Saki Niizoe - Miku Takaichi - Akira Sone - Rika Takayama - Hifumi Abe - Soichi Hashimoto - Ryuju Nagayama - Sanshiro Murao - Takanori Nagase - Tatsuru Saito - Aaron Wolf | Brésil- Larissa Pimenta - Rafaela Silva - Ketleyn Quadros - Beatriz Souza - Daniel Cargnin - Willian Lima - Rafael Macedo - Guilherme Schmidt - Leonardo Gonçalves - Rafael Silva                         |
| Paris 2024 résultats détaillés | France- Clarisse Agbegnenou - Sarah-Léonie Cysique - Romane Dicko - Joan-Benjamin Gaba - Maxime-Gaël Ngayap Hambou - Teddy Riner - Marie-Ève Gahié - Shirine Boukli - Amandine Buchard - Aurélien Diesse - Alpha Oumar Djalo - Walide Khyar - Madeleine Malonga - Luka Mkheidze | Japon- Uta Abe - Haruka Funakubo - Natsumi Tsunoda - Saki Niizoe - Miku Takaichi - Akira Sone - Rika Takayama - Hifumi Abe - Soichi Hashimoto - Ryuju Nagayama - Sanshiro Murao - Takanori Nagase - Tatsuru Saito - Aaron Wolf | Corée du Sud- Huh Mi-mi - Jung Ye-rin - Lee Hyek-yeong - Kim Ji-su - Kim Ha-yun - Yoon Hyun-ji - An Baul - Kim Won-jin - Han Juyeop - Lee Joonh-wan - Kim Min-jong                                        |

En italique, judokas médaillés membres de l'équipe mixte mais n'ayant pas combattu.